# Piedra de Letra
Piedra de Letra är en ort i Mexiko.   Den ligger i kommunen Santa Cruz Zenzontepec och delstaten Oaxaca, i den sydöstra delen av landet, 400 km sydost om huvudstaden Mexico City. Piedra de Letra ligger 1 544 meter över havet och antalet invånare är 161.
Terrängen runt Piedra de Letra är bergig åt nordväst, men åt sydost är den kuperad. Piedra de Letra ligger uppe på en höjd. Runt Piedra de Letra är det glesbefolkat, med 10 invånare per kvadratkilometer. Närmaste större samhälle är La Conchita, 5,3 km sydväst om Piedra de Letra. I omgivningarna runt Piedra de Letra växer huvudsakligen savannskog.